# Покровская башня (Псков)
Покровская башня находится в юго-западном углу оборонительных сооружений Окольного города Псковской крепости, на берегу реки Великой. Памятник истории и культуры федерального значения. Является мощной крепостной башней Пскова, ёе наружная длина в окружности 90 м, пять ярусов. Возведена псковскими каменщиками в конце XV — начале XVI в., неоднократно обновлялась в XVI и XVII вв.
Башня входит в так называемый Покровский комплекс исторической части Пскова. К нему также относятся: Покровские ворота, часть крепостной стены, петровские бастионы, церковь Покрова и Рождества от Пролома (в Углу) и памятник 300-летию обороны 1581 года.

## История

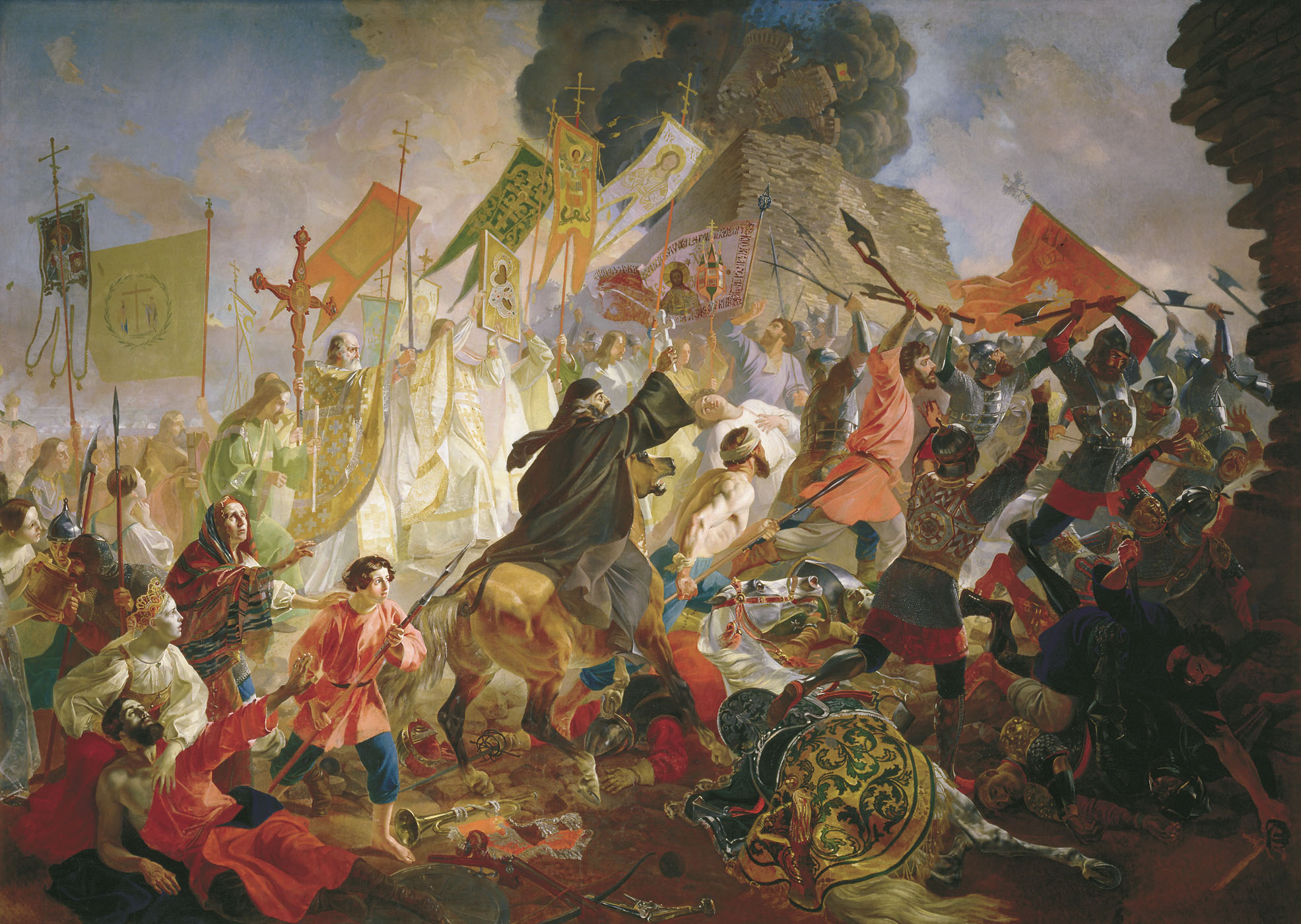
Осада Пскова королём Стефаном Баторием в 1581 году. К. Брюллов, 1843

- 1465 год — строительство первых деревянных укреплений Окольного города.
- Начало XVI века — сооружение Покровской башни.
- 8 сентября 1581 года, в ходе шестимесячной осады Пскова поляками во время Ливонской войны, здесь разгорелся ожесточенный бой псковичей с войсками Стефана Батория. Полякам и их союзникам удалось разрушить крепостную стену и захватить Покровскую башню, однако в конце концов они были выбиты оттуда, а многие сдались в плен. Псковичи потеряли при отражении штурма 863 человека убитыми и 1626 ранеными, потери поляков были в шесть раз больше[1].
- 1 июля 1687 года - пожар
- В сентябре — октябре 1694 года срублен новый шатёр взамен того, «…что июля 21 день 1693 года от ветреной бури на той Покровской каменной башне шатер весь сломило без остатку и мост проломило, а остальной весь сгнил».
- При подготовке к Северной войне (1700-1721 гг.) разобраны её шатровая крыша и деревянные настилы, изнутри башню засыпали грунтом (при этом была оставлена свободной подземная галерея и вход в неё). Башня стала командным пунктом Покровского бастиона — высокой земляной насыпи, примкнувшей к башне с юга, и Верхней Покровской батареи[2].

## Реставрация конца 1950-х — начала 1960-х годов
- Реставрирована в 1955—1963 гг. по проекту Вс. П. Смирнова. Обмеры и надзор за производством реставрационных работ был разделен между архитекторами Вc. П. Смирновым и Ю. В. Сусленниковым[3]. Тогда же восстановили прилегающие к башне прясла крепостных стен и Покровские ворота.

В. П. Смирнов принял решение об изменении конструкции шатра со стропильной системы на рубленую «в режь», что соответствовало историческому описанию шатра в 1699 г. По его мнению перекрыть криволинейное в плане пространство башни (с пролетами 23 х 27 м) было надежнее самонесущей конструкцией, каковой является тип «режевого» шатра высотой 19 м и диаметром 25 м.
- К началу 1990-х гг. шатёр пришёл в аварийное состояние. Гендирекция «Псковреконструкция» начала противоаварийные работы, которые в связи с прекращением финансирования были приостановлены в 1994 г.[4]

## Покровская башня после пожара 1995 года
- Вечером 24 апреля 1995 г. сгорел деревянный шатер башни.

«В понедельник вечером, около 20 часов, запылала кровля Покровской башни. В одно мгновение пламя превратило её в гигантский костер, а ещё через несколько минут уже обугленные части конструкций рухнули. Подоспевшие на место происшествия пожарные быстро справились с огнём, но было уже поздно…
О причинах катастрофы пока говорить рано, хотя на фоне тревожных фактов о возрастающем числе случаев вандализма в Пскове и области резонно предположить, что в данном случае не обошлось без поджога…» Новости Пскова. № 79. 26 апреля 1995 г.

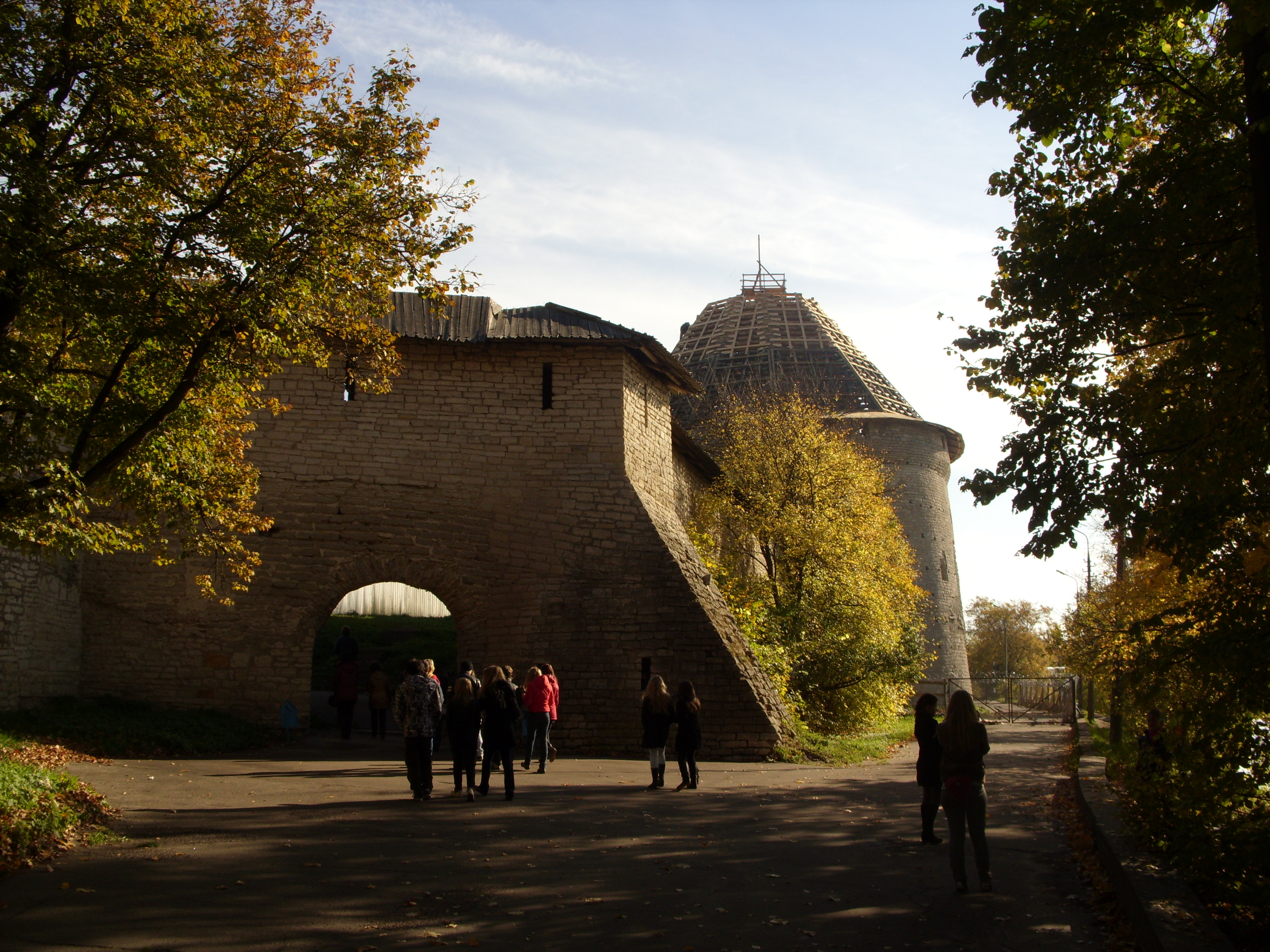
Начало октября 2010 г.

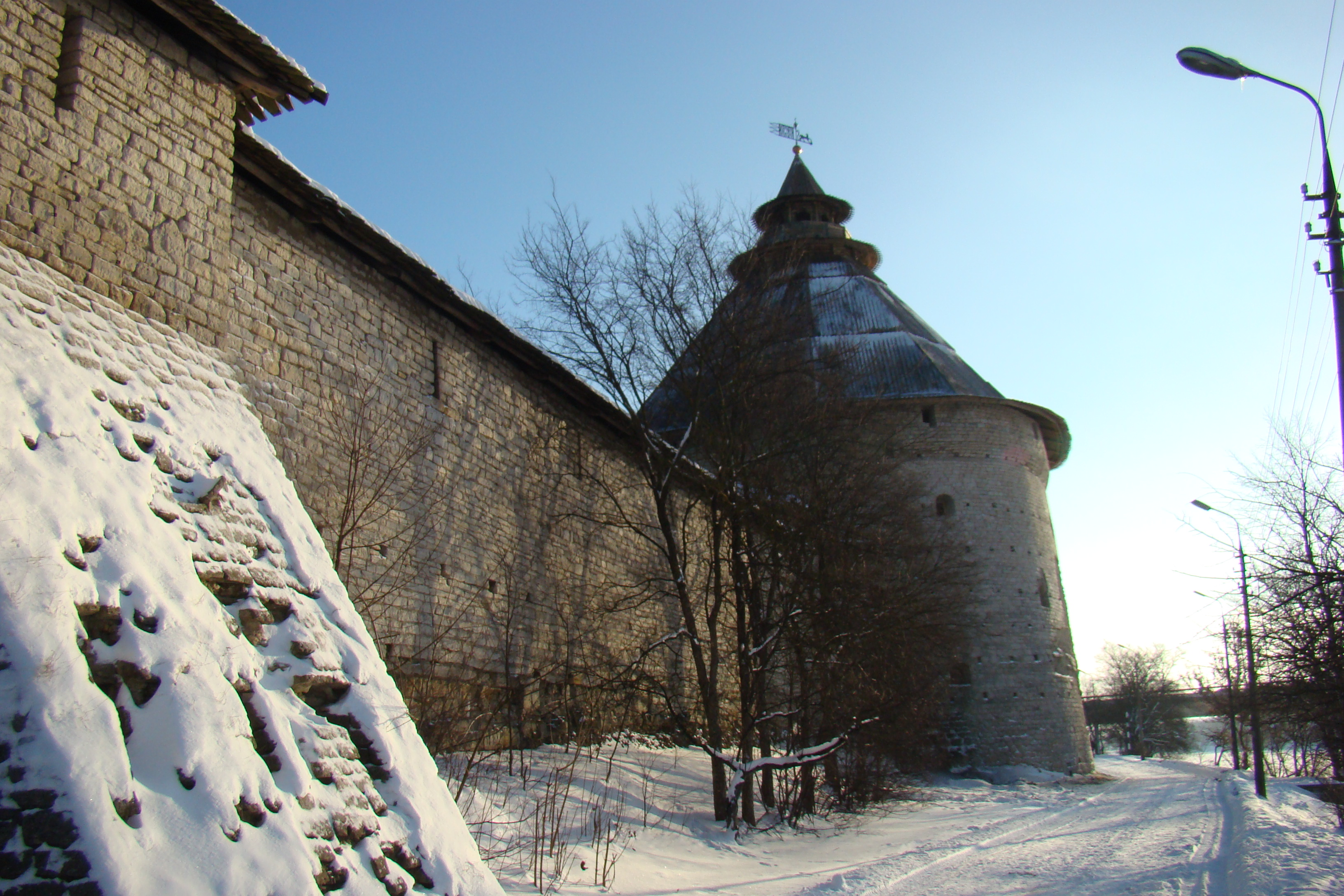
Начало декабря 2010 г.

- С 2001 года в ходе археологических исследований, которые проводятся по настоящее время, были выявлены ранее неизвестные фортификационные сооружения не имеющие аналогов в крепостном зодчестве, ещё раз подтвердившие уникальность башни[5].
- В сентябре 2002 г. НПЦ по охране памятников истории и культуре г. Пскова совместно с городским управлением культуры был объявлен конкурс на лучшую идею приспособления и использования башни. Предполагалось за счет инвестора провести реставрацию памятника, на которую в городском бюджете средств не было. Основные требования к инвестору — это восстановление кровли и перекрытия башни, сохранение её облика и обеспечение сохранности. «Главное — не навредить памятнику, чтобы там располагались не склады и не производственное предприятие», — отметила Л. Солдатенко. Стоимость ремонтно-реставрационных работ засчитывается в счет долгосрочной аренды. По предварительным подсчетам, около 6 млн руб. требовалось только на восстановление шатра. Но желающих вложить деньги в восстановление памятника и дальнейшее использование башни не нашлось[6].
- 2003 г. "Согласно разработанному плану реконструкции, на восстановление Покровского комплекса необходимо 40 млн руб., но на сегодняшний день таких средств нет. В ходе заседания оргкомитета по празднованию 1100-летия Пскова сообщил начальник главного управления строительства, архитектуры и ЖКХ Псковской области, заместитель губернатора Вл. Моисеев. Сегодня, когда на многих исторических объектах Пскова ведутся восстановительные работы, продолжение и завершение которых требует средств, найти ещё 40 млн невозможно, сказал он. Несмотря на сложившуюся ситуацию, он отметил, что в целях сохранения и предотвращения дальнейшего разрушения на башне будут проведены работы по консервации объекта, на которые выделено 300 тыс. рублей бюджетных средств, которые завершатся к празднованию 1100-летия города[7].
- 27 мая 2003 г. инспекция Министерства по налогам и сборам по городу Пскову зарегистрировала благотворительный фонд восстановления Покровского комплекса, инициатором создания которого стал депутат Государственной Думы от Псковской области М. Кузнецов. Корреспонденту газеты «Панорама» он сказал: «Да, я мог бы просто выделить средства на Покровку или пробить финансирование памятника из Москвы, но, ещё раз повторюсь, важнее привлечь к этому делу десятки, сотни неравнодушных людей»[8].
- В июле 2003 г. с обращением к губернатору создать в Покровском комплексе Музей мужества и обороны Пскова обратился мэр города М. Хоронен. Госкомитет по культуре по поручению администрации области рассмотрел обращение мэра. «[…] мы, безусловно, поддерживаем идею музеефикации Покровского комплекса. Вместе с тем, исходя из реальной оценки состояния музейного дела в области, финансирование работ по созданию предлагаемого Вами нового музея и полной реставрации Покровской башни из областного бюджета в ближайшие годы не представляется возможным», — считает председатель комитета А. Голышев. При условии включения данной статьи расходов в проект бюджета города Пскова и создании муниципального музея, Псковский объединённый музей-заповедник и НПЦ по охране и использованию памятников истории и культуры готовы выступить консультантами и партнёрами при строительстве экспозиции и разработке концепции[9].

Савва Ямщиков.

- Апрель 2009 г. «Покровская башня XVI века, которых нет в Европе, — сгорела крыша 20 лет назад, превратили всё в туалет. И когда Аркадий Мамонтов показал по телевизору этот сюжет, сразу в газетах написали: «280 миллионов рублей на восстановление». Я позвал реставраторов-деревянщиков, они сказали: «10 миллионов». А псковская реставрационная мастерская в 20 метрах от башни построила 9-этажный жилой дом. Это всё происходит в Пскове», — рассказал председатель Ассоциации реставраторов России Савва Ямщиков Президенту РФ Д. А. Медведеву на заседании Совета по содействию развитию института гражданского общества и правам человека"[10].

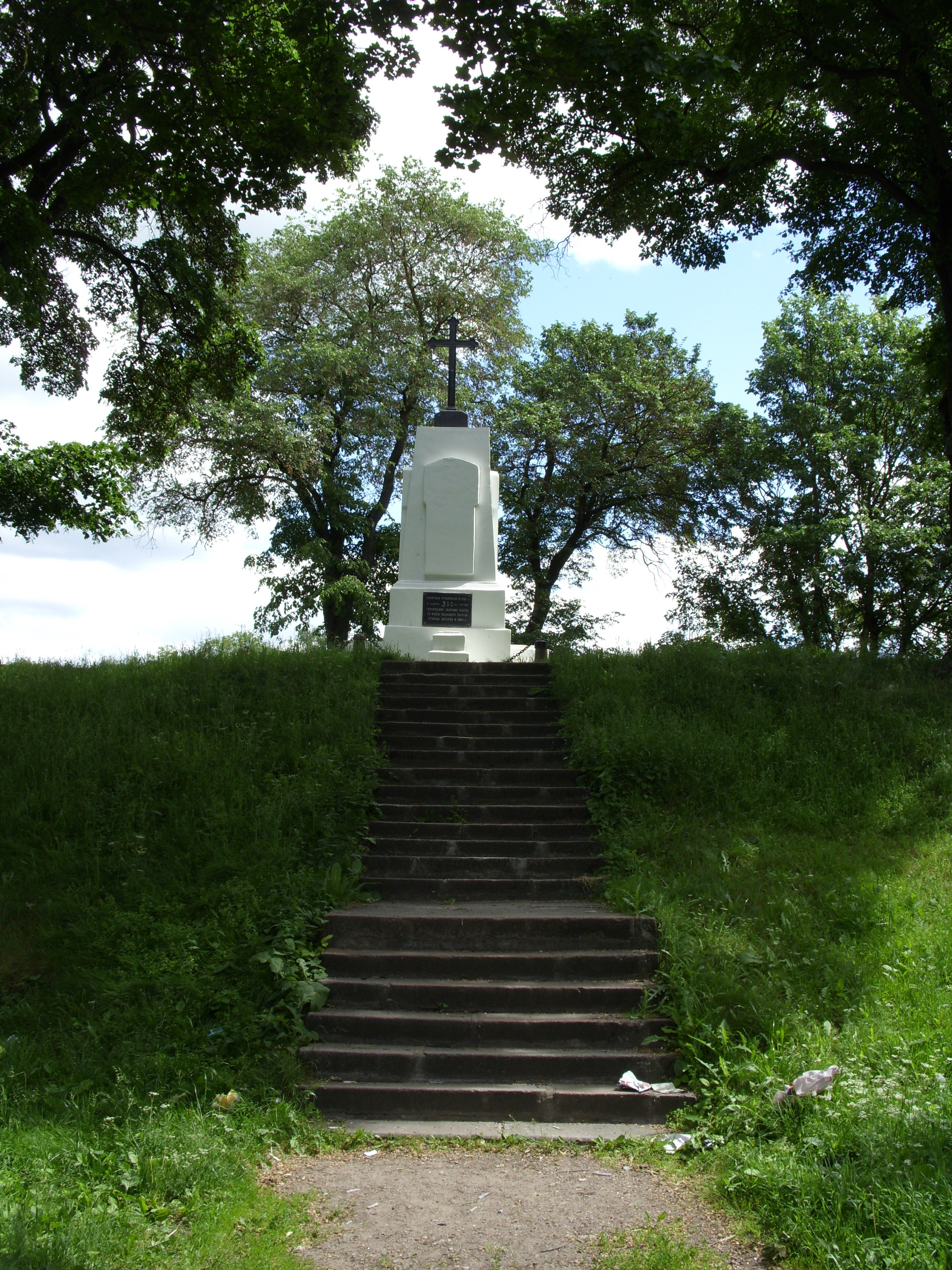
Памятник 300-летию Обороны 1581 г.

- 25 июля новый губернатор (с февраля 2009 г.) Псковской области А. А. Турчак провёл краткую экскурсию по объекту для Министра культуры РФ А. А. Авдеева и рассказал о проблемах реконструкции памятника. Инициатива губернатора по воссозданию Покровского комплекса нашла поддержку у руководителя Минкульта.
- На состоявшемся 28 июля 2009 г. заседании областного научно-методического совета по охране и сохранению культурного наследия, посвящённом созданию на территории Покровского комплекса «Мемориала псковской воинской славы», было высказано мнение, что принять от поляков помощь в деле восстановления Покровской башни значило бы предать историческую память.

Известие о том, что Польский МИД выразил желание финансово поучаствовать в музеефикации башни, вызвало неоднозначную реакцию:
Архитектор Людмила Савельева: "…Если помните, Карамзин говорил, что здесь «Псков спас Россию от величайшей опасности» и что «память сей важной заслуги не изгладится из нашей истории, доколе мы не утратили любви к Отечеству». По её мнению, обращение за материальной помощью к полякам свидетельствует, что любовь к Отечеству псковичи как раз-таки утратили и что «самосознания нам уже не хватает». Она также напомнила, как на одном из совещаний весной этого года молодой учёный из Москвы заявил, что священная война между культурами продолжается и что «фронт проходит по Псковской земле и через Покровскую башню».
Л. Савельева очень рада, что обращение псковской общественности к президенту, премьер-министру, министру культуры и губернатору с требованием остановить процесс торгов по передаче Покровской башни в аренду возымело действие, и этот «символ русской государственности» всё-таки станет музеем, а не рестораном.

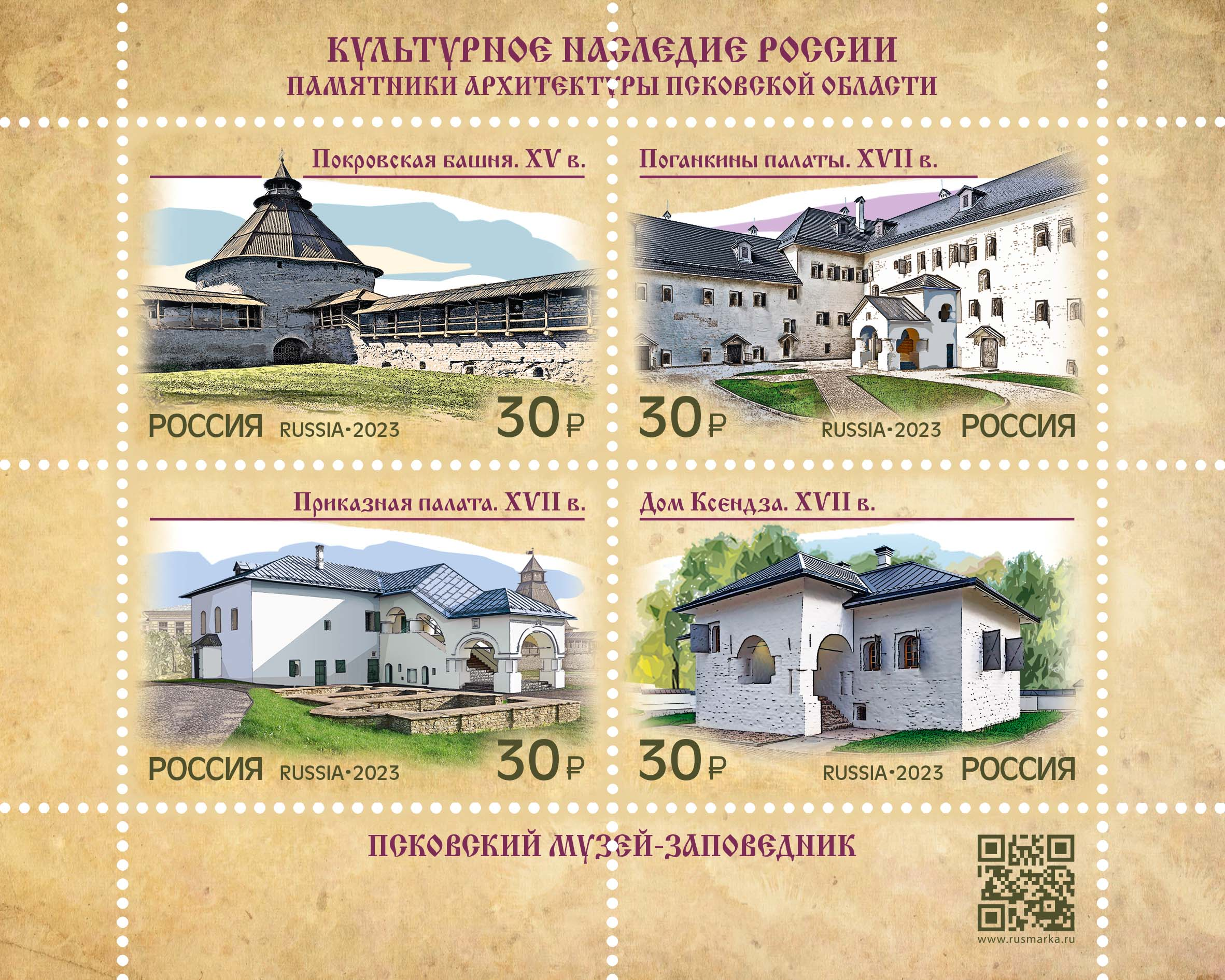
Квартблок 2023 год. Серия «Культурное наследие России. Памятники архитектуры Псковской области»

Директор Псковского музея-заповедника Ю. Киселёв считает, что статьи, телепередачи и многочисленные заседания по проблеме Покровской башни в областной администрации надо подкрепить конкретным делом. Для этого в Покровской башне прямо под открытым небом планируют разместить баннеры-копии известных полотен Карла Брюллова и Яна Матейко. Договорённость с Третьяковской галереей об изготовлении копии полотна К. Брюллова уже имеется, переговоры с Варшавским музеем взял на себя МИД Польши при содействии генконсула Польши в С.-Петербурге, который «просто нашёл эту идею весьма оригинальной и интересной» и усмотрел в таком сотрудничестве «рациональное зерно». «Если польская сторона поучаствует в возрождении русской святыни, я в этом ничего худого не вижу», — сказал Ю. Киселёв. Начальник городского управления культуры Феодосия Тесленко: «Сходите сегодня посмотрите на дом Батова… Когда-то уже должна история нас примирять! А если мы сейчас забуримся в высокие материи, то Покровская башня как стояла по пояс в грязи — так и будет стоять!»
«А что, Россия такая бедная страна что ли, что мы вынуждены принимать помощь Польши в восстановлении наших памятников?» — опять возвысила свой голос Л. Савельева.
«Мне кажется, о Покровскую башню много раз разбивались не только наши враги, но и всякие разные проекты, концепции и политики, — подытожила директор Псковского археологического центра Елена Яковлева. — Как всегда пройдёт только то, что и должно быть. А посему, раз мы все такие великие специалисты и радетели, предлагаю создать рабочую группу и потратить на это мало времени, но выстроить стратегию поэтапной музеефикации башни». Е. Яковлева также считает, что участие Русской православной церкви в создании в Покровском комплексе Мемориала псковской воинской славы «обязательно», потому что «место это очень сложное», так как явление псковичам Богородицы — «факт, засвидетельствованный даже в лагере врагов…»

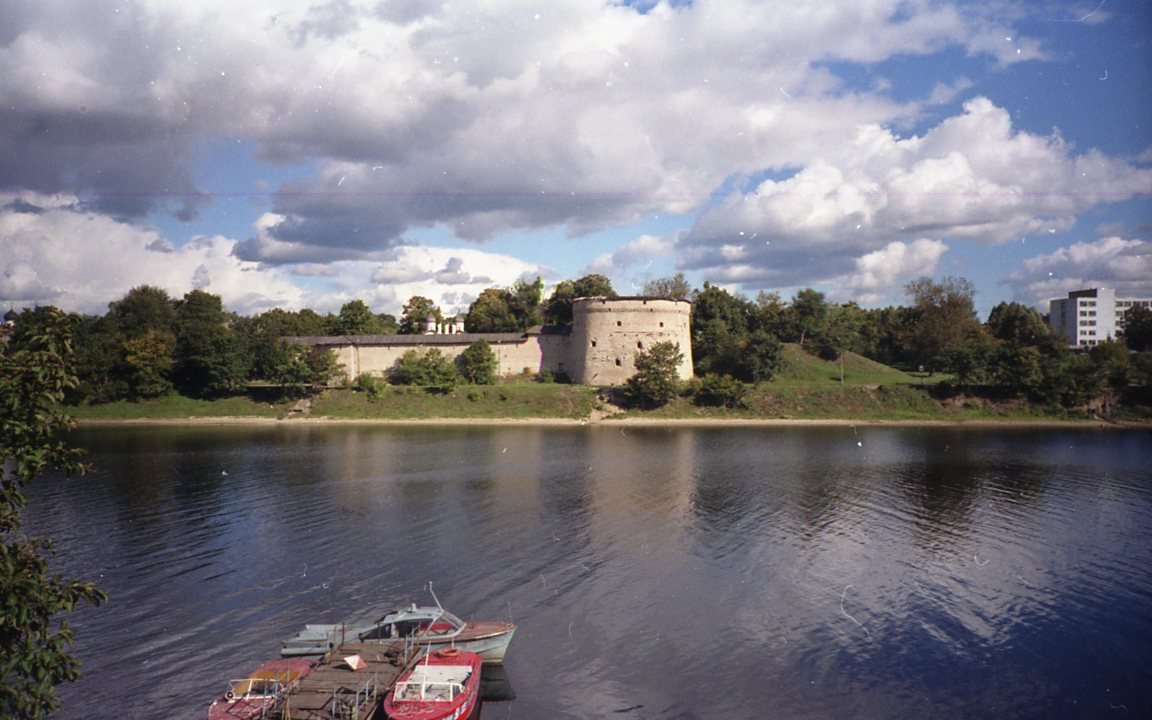
Вид с Завеличья. Сентябрь 1997 г.

Панорама Пскова с Покровской башни

- 3 сентября 2009 г. на заседании Общественного совета по культуре губернатор Псковской области А. А. Турчак заявил, что шатёр Покровской башни будет восстановлен в течение года.

Собравшиеся обсудили первые шаги к возрождению памятника. Председатель Госкомитета области по культуре З. Иванова рассказала, что  будет объявлен конкурс на размещение госзаказа на научно-изыскательские и проектные работы по восстановлению кровли. Восстановление шатра башни глава региона назвал задачей номер один, после этого будет решаться вопрос по музеефикации Покровского комплекса.
На 8 сентября назначено заседание рабочей группы по разработке концепции музеефикации. Все эксперты, привлечённые к решению этой задачи, будут работать на безвозмездной основе. В рамках работы над этой концепцией будет рассмотрен вопрос о восстановлении подземных ходов и контрминных слухов.
На заседании прозвучало, что от помощи поляков Псковская область отказывается, принято решение «справиться своими силами».
- 28 января 2010 г. состоялось заседание научно-методического совета Государственного комитета Псковской области по культуре, на котором рассматривались эскизные предложения по восстановлению шатра, разработанные строительной компанией «ПГС-II».

В заседании приняли участие председатель Госкомитета области по культуре З. Иванова, представители НПЦ Псковской области по охране памятников истории и культуры, Управления Росимущества по Псковской области, Псковского регионального отделения Союза архитекторов России, Российской ассоциации реставраторов по Псковской области, отделения ВООПИиК, ПФ ФГУП «Спецпроектреставрация», института «Псковгражданпроект», Госкомитета области по делам строительства, ЖКХ, государственного и жилищного надзора и других организаций и предприятий.
На рассмотрение было вынесено два предложения обустройства шатра памятника, выполненные архитектором Александром Сёмочкиным.
Наибольший интерес специалистов вызвало эскизное предложение, разработанное с учётом проекта наработок Вс. Смирнова: применение типа ряжевого шатра, который существовал до пожара.
Предложенные эскизы ряжевой конструкции шатра, по мнению большинства специалистов, являются традиционным приемом русского деревянного зодчества. Участники совета отметили, что восстановить геометрию шатра, созданного прежде Вс. Смирновым, не представит больших затруднений, так как сохранилось достаточное количество фотографий памятника, в том числе и фронтальных.
Большинство участников научно-методического совета посчитали нужным поддержать предложенный эскиз ряжевой конструкции.

## Воссоздание шатра. 2010 год

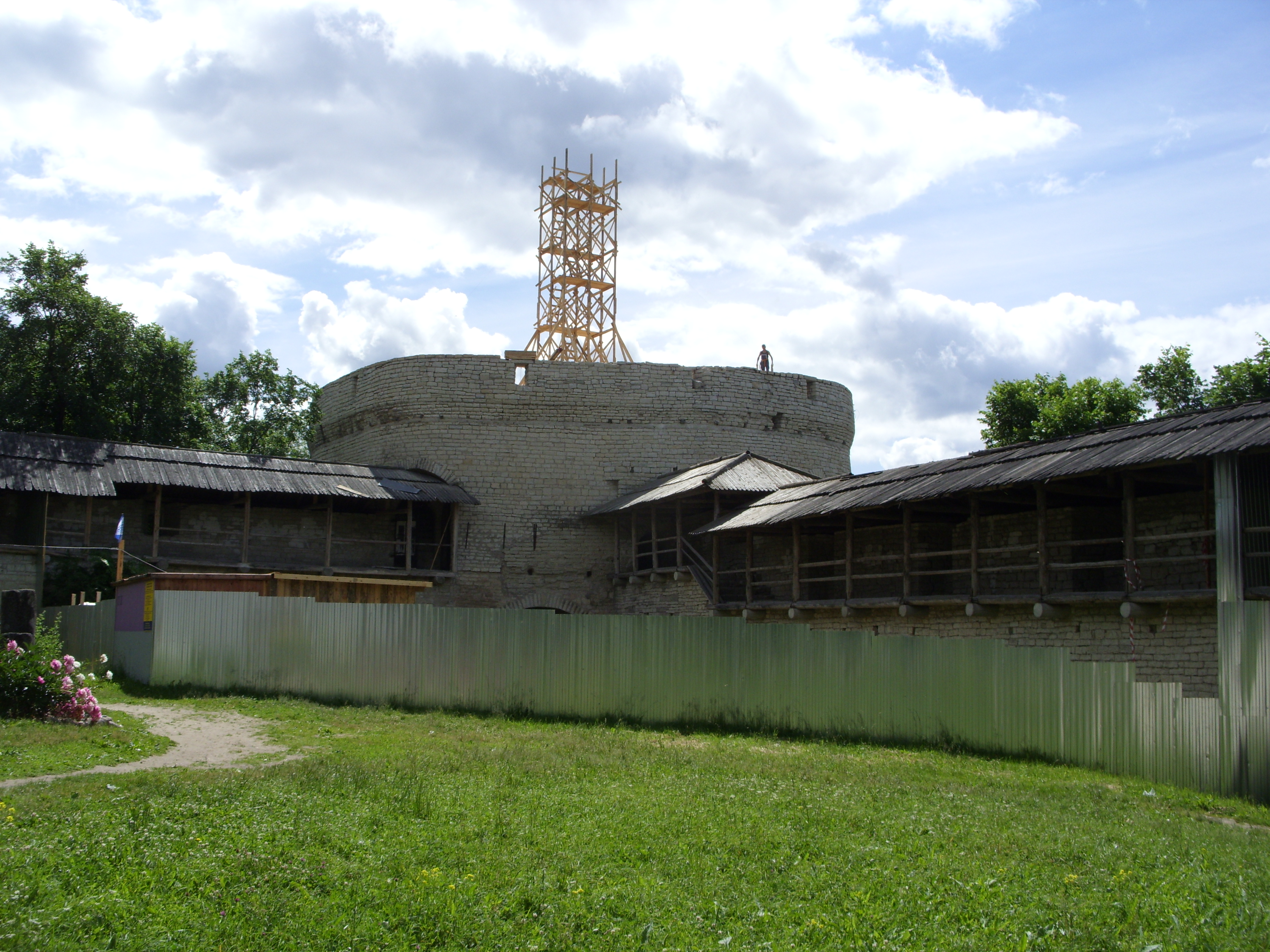
Покровская башня. Середина июня 2010 г.

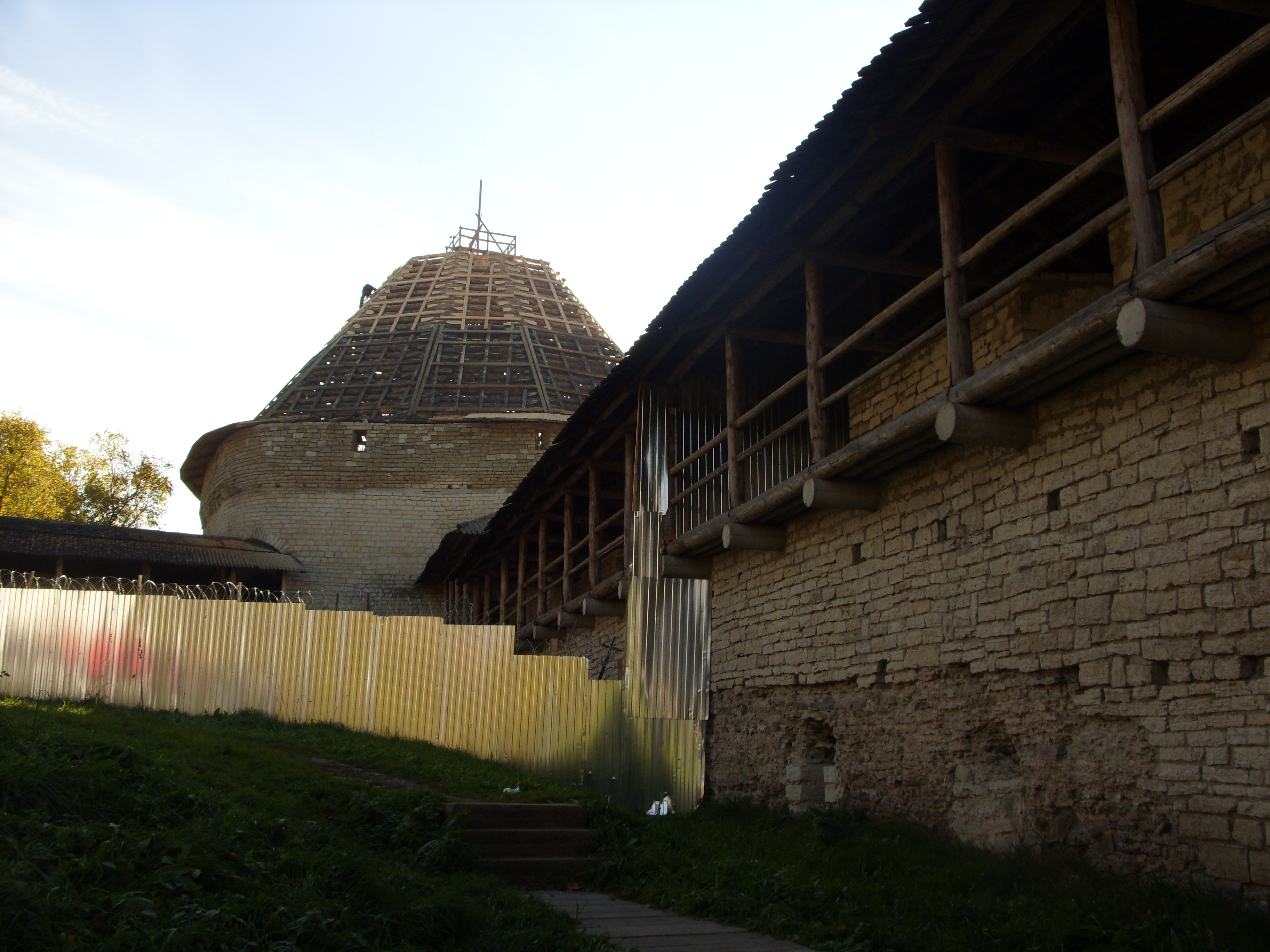
Начало октября 2010 г.

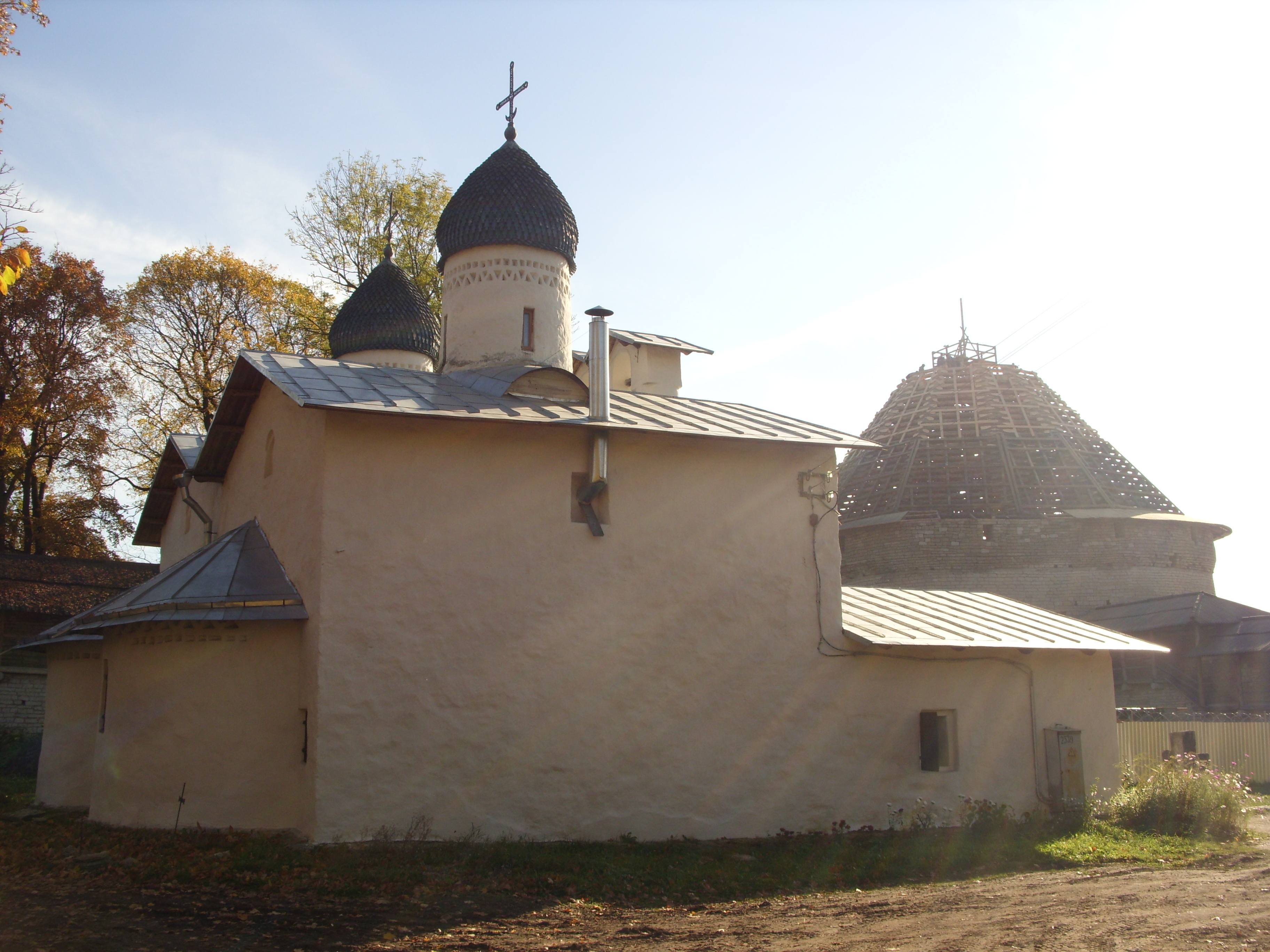
Начало октября 2010 г.

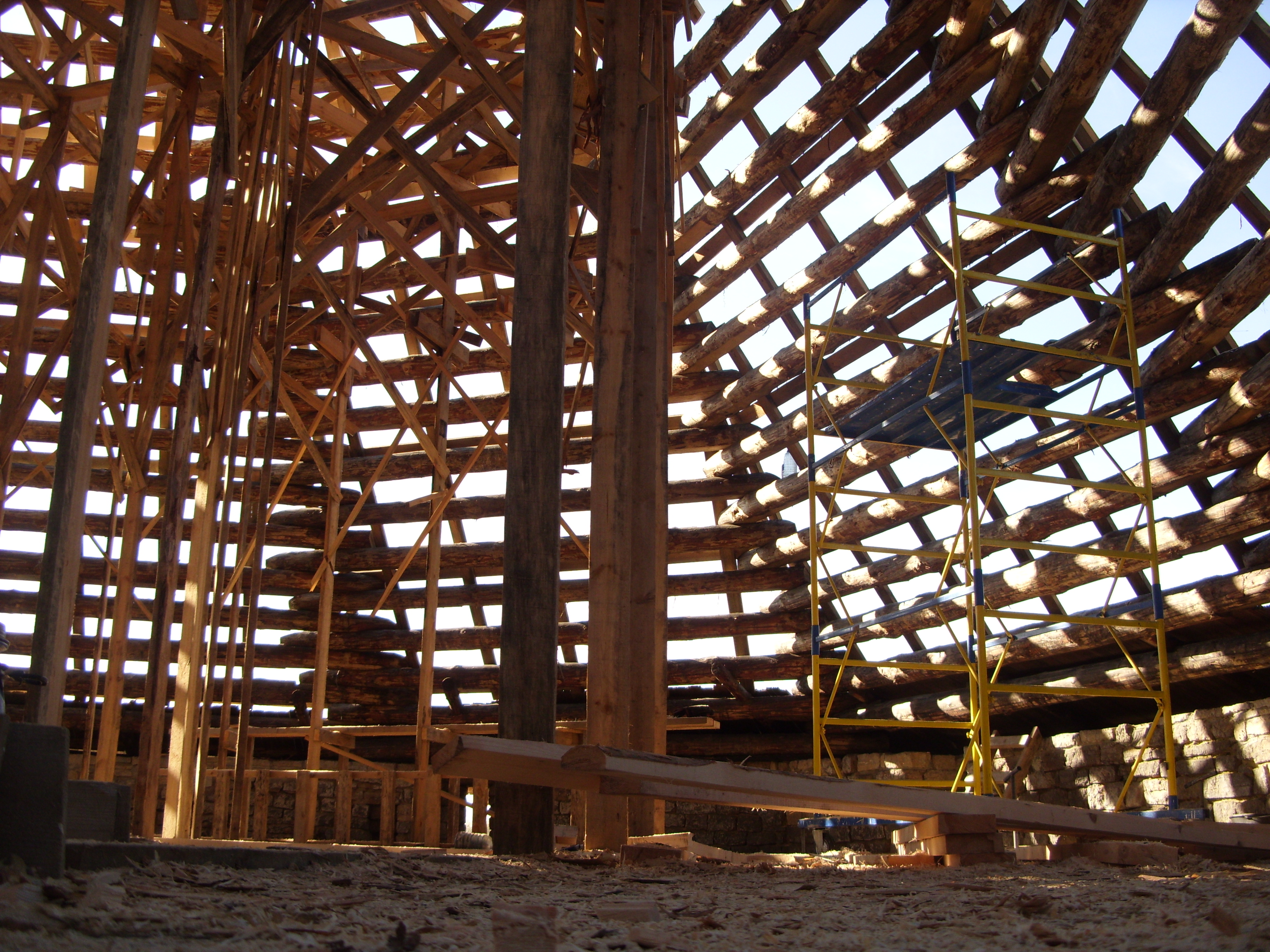
Вид изнутри. Начало октября 2010 г.

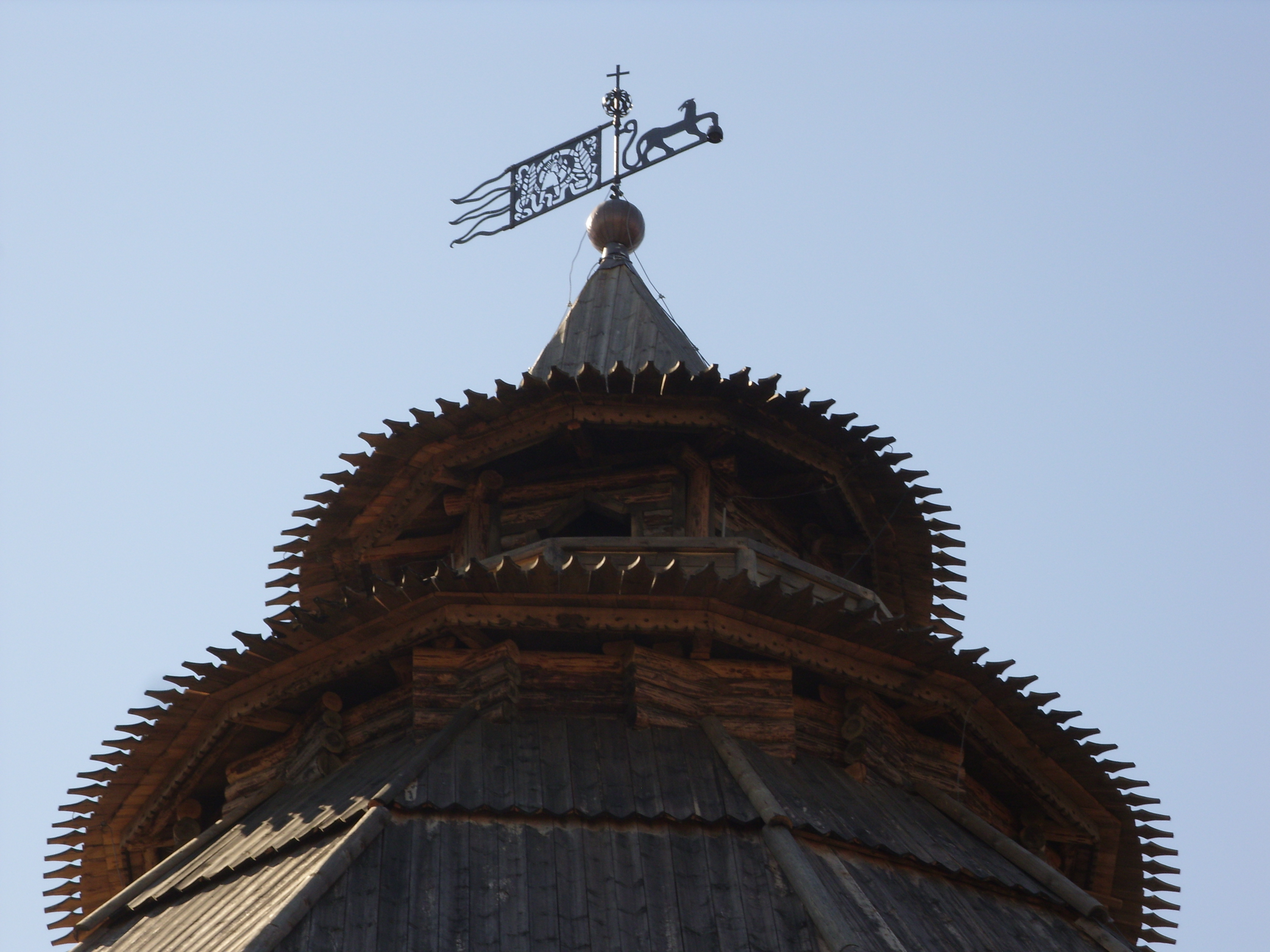

В бюджете области на 2010 год на проектирование и восстановление кровли было заложено 14 млн рублей.
- Проект восстановления шатра был подготовлен в апреле 2010 г. сотрудниками псковского филиала института «Спецпроектреставрация» В. Е. Никитиным, А. М. Лебедевым, О. В. Емелиной, Д. В. Борисенко, И. Б. Голубевой[14].
- В середине мая 2010 г. начались работы по восстановлению шатра[15].

Заказчик работ — Управление капитального строительства Псковской области.
По итогам конкурса восстановительные работы проводила строительная компания «ПГС-II» (г. С.-Петербург, генеральный директор Николай Панарин).
Александр Сёмочкин, начальник стройки Егор Сёмочкин. Прораб Денис Кондратьев. Мастера-плотники: Владимир Смирнов, Игорь Красиков, Евгений Травицков и Константин Фролов, кузнец Дмитрий Смирнов (сын Всеволода Петровича Смирнова).
Завершение реставрационных работ было запланировано на октябрь—ноябрь 2010 г.
Одновременно на участке стен Окольного города, примыкающем к башне с востока (вдоль ул. Свердлова) велись противоаварийные и ремонтно-реставрационные работы (подрядчик ООО «Псковская реставрационная мастерская № 1»).
- 20 июля на территории Покровского комплекса состоялось торжество вручения всероссийской премии «Хранители наследия». В ходе подготовки к нему, в самый разгар работ, в июле, пришлось не только приостановить реставрацию, но и убрать всю технику и расчистить площадку. Ровно на две недели пришлось прервать все работы по восстановлению шатра, и наверстать их позднее не удалось. Кроме того, были остановки, связанные с перебоями поставки материалов: лес для шатра привозили из Пушкиногорского района[16].
- 3 декабря 2010 г. установлен новый прапор над малым шатром смотровой вышки башни, выкованный Дмитрием Всеволодовичем Смирновым[17]. Работы по изготовлению прапора велись на средства, предоставленные фондом Оксаны Фёдоровой[18].
- 7 декабря 2010 г. завершены основные реставрационные работы на шатре Покровской башни — состоялась торжественная церемония сдачи объекта. На проектирование и возведение шатра в 2010 году из бюджета Псковской области было выделено 23 млн рублей[19].
- 23 декабря 2010 г. на заседании общественного совета по культурному наследию при губернаторе Псковской области директор Псковского музея-заповедника Ю. Киселев внёс предложение о создании музея боевой славы в башне. Он отметил, что на четырёх ярусах башни должны расположиться экспозиции, повествующие о трех осадах Пскова: легендарной осаде считавшимся самым мощным в Европе войском польского короля Стефана Батория в 1581 году, осаде Пскова шведским войском короля Густава Адольфа в 1615 г. и несостоявшейся осаде города во время Северной войны 1700—1721 гг. Также, по его мнению, в башне должна быть экспозиция, рассказывающая о её фортификационных особенностях и истории реставраций[20].
- 21 января 2011 г. в художественной галерее Псковского государственного музея-заповедника состоялось открытие фотовыставки Л. Шлосберга, посвящённой памяти Вс. П. Смирнова — «Радость у Покрова. Фотографическое повествование о реставрации Покровской башни». Кроме того, на выставке, подготовленной совместно Псковским музеем-заповедником, компанией «ПГС II», филиалом института «Спецпроектреставрация», областным отделением ВООПИК и редакцией газеты «Псковская губерния», были представлены оригинальные чертежи реставрации шатра[21][22].